# Кокорин, Михаил Иванович
Михаил Иванович Кокорин (1839—1906) — генерал от артиллерии русской императорской армии. Конструктор лафета для 11-ти дюймовой береговой мортиры.

## Биография
Родился 29 августа (10 сентября) 1839 года.
После окончания Гатчинского сиротского института учился на физико-математическом факультете Императорского Санкт-Петербургского университета, который окончил в 1860 году. В 1861 году поступил в Михайловское артиллерийское училище; прапорщик (старшинство 16.06.1861), затем подпоручик (1.06.1862) и поручик (1.07.1863). После Михайловского артиллерийского училища учился в Михайловской артиллерийской академии, откуда был выпущен со 2-го курса технического отдела в 1863 году. 
В период с 13 января 1865 года по 31 марта 1874 года состоял в распоряжении Главного артиллерийского управления; штабс-капитаны с 16 апреля 1867, капитан с 29 августа 1867 года, полковник по гвардейской пешей артиллерии с 31 марта 1874 года.
Был назначен на должность старшего артиллерийского приёмщика при Главном артиллерийском управлении 8 июля 1879 года. Вместе с производством 28 мая 1885 года в генерал-майоры, он был назначен командиром Свеаборгской крепостной артиллерии. С 23 января 1891 года стал помощником начальника артиллерии Киевского военного округа. За отличие 6 декабря 1895 года  он был произведён в генерал-лейтенанты полевой пешей артиллерии с назначением начальником артиллерии Одесского военного округа.
Высочайшим приказом от 29.08.1902 года он был уволен в отставку с производством в генералы от артиллерии.
Скончался 13 (26) апреля 1906 года.

## Награды
- орден Св. Станислава 3-й ст. (1865)
- орден Св. Анны 3-й ст. (1869)
- орден Св. Станислава 2-й ст. (1875)
- орден Св. Владимира 4-й ст. (1878)
- орден Св. Анны 2-й ст. (1881)
- орден Св. Владимира 3-й ст. (1884)
- орден Св. Станислава 1-й ст. (1889)
- орден Св. Анны 1-й ст. (1894)
- орден Св. Владимира 2-й ст. (1898)